# 1830 na literatura

## Nascimentos
| Data           | Nome                         | Profissão                       | Nacionalidade  | Observações | Ref |
| -------------- | ---------------------------- | ------------------------------- | -------------- | ----------- | --- |
| 15 de Março    | Paul Johann Ludwig von Heyse | escritor                        | Alemanha       | m. 1914     |     |
| 21 de Junho    | Luís Gama                    | advogado, jornalista e escritor | Brasil         | m. 1882     |     |
| 8 de Setembro  | Frédéric Mistral             | escritor de língua occitana     | França         | m. 1914     |     |
| 13 de Setembro | Marie von Ebner-Eschenbach   | escritora                       | Áustria        | m. 1916     |     |
| 5 de Dezembro  | Christina Rossetti           | poetisa                         | Inglaterra     | m. 1894     |     |
| 10 de Dezembro | Emily Dickinson              | poetisa                         | Estados Unidos | m. 1886     |     |
| 17 de Dezembro | Jules de Goncourt            | escritor                        | França         | m. 1870     |     |

## Mortes
| Data          | Nome              | Profissão | Nacionalidade | Observações | Ref |
| ------------- | ----------------- | --------- | ------------- | ----------- | --- |
| 8 de Dezembro | Benjamin Constant | escritor  | Suíça         | n. 1767     |     |